# ジェームズ・コンロン
ジェームズ・コンロン（James Conlon, 1950年3月18日 - ）は、アメリカ合衆国の指揮者。現在はもっぱらヨーロッパにおいて、管弦楽曲とオペラの両面にわたって活躍しており、とりわけポスト・マーラー世代と呼ばれる「音楽版ユーゲントシュティール」の作曲家の再評価に積極的である。

## 人物・来歴
ニューヨーク・マンハッタン出身。両親はカトリック信者で、父親はアイルランド系、母親はドイツ人とイタリア人の混血であった。裕福な家庭とはいえなかったが、両親はともに教育熱心で、息子の知的・音楽的野心を熱烈に支援した。フィオレロ＝ラゴーディア音楽学校を卒業後、ジュリアード音楽院で指揮を学ぶ。
1971年にスポレート音楽祭にてムソルグスキーのオペラ《ボリス・ゴドゥノフ》を指揮して公式にデビューを果たし、翌年マリア・カラスの推薦により《ラ・ボエーム》を指揮してニューヨーク・デビューを果たす。
1974年にピエール・ブーレーズの招きでニューヨーク・フィルハーモニックと初共演を果たし、その後はボストン交響楽団やシカゴ交響楽団、ピッツバーグ交響楽団、クリーヴランド管弦楽団、フィラデルフィア管弦楽団、ミネソタ管弦楽団、ロサンジェルス・フィルハーモニック、ワシントン・ナショナル交響楽団など、北米やヨーロッパの主要なオーケストラに客演した。
1976年にメトロポリタン歌劇場にデビューし、オペラハウスとの長い協力体制の足がかりを固める。同歌劇場には200回以上にわたって出演し、イタリア、ドイツ、フランス、ロシア、チェコのオペラを取り上げた。それ以降はスカラ座やロイヤル・オペラ・ハウス、シカゴ・リリック・オペラでも指揮を執っている。
1983年から1991年までロッテルダム・フィルハーモニー管弦楽団の音楽監督に就任し、1989年から2002年までケルン市の総合音楽監督ならびにケルン・ギュルツェニヒ管弦楽団とケルン歌劇場との音楽監督をも務めた。1995年から2004年までパリ国立オペラの音楽監督も兼務し、350回の公演で32曲を指揮した。そのうち、パスカル・デュサパンの《 Perelá, l'Homme de Fumèe 》の世界初演と、ツェムリンスキーの《小人 Der Zwerg 》のフランス初演、ドヴォルザークの《ルサルカ》のパリ初演、ムソルグスキーの《ホヴァーンシチナ》のパリ国立オペラにおける初演が目立っている。
ヨーロッパでは、ベルリン・フィルハーモニー管弦楽団やバイエルン放送交響楽団、シュターツカペレ・ドレスデン、ロンドン・フィルハーモニー管弦楽団、ロンドン交響楽団、バーミンガム市交響楽団、パリ管弦楽団、フランス国立管弦楽団、ローマ聖チェチーリア音楽院管弦楽団、マリインスキー劇場管弦楽団などを指揮している。合唱指揮者としては、1979年より「シンシナティ5月祭」の音楽監督を務めている。2005年にはラヴィニア音楽祭の音楽監督に就任した。また、2006年からロサンジェルス・オペラの音楽監督に就任した。
コンロンはナチス・ドイツの犠牲となった作曲家の再評価に努めており、その作品を欧米のオーケストラとともに取り上げてきた。とりわけツェムリンスキーやシュレーカー、ヴィクトル・ウルマン、パヴェル・ハース、ボフスラフ・マルティヌー、コルンゴルト、カール・アマデウス・ハルトマン、エルヴィン・シュルホフの卓越した解釈によって知られる。
2002年から2003年の定期にかけて、PBSの特別番組「協奏曲」において、6時間にわたってメイン司会者を務めるなど、同局の音楽番組にしばしば出演している。
1999年、ツェムリンスキー作品の国際的な普及に貢献したとして、ツェムリンスキー賞の最初の受賞者となる。1996年にフランス政府より受勲され、2002年9月には当時の大統領ジャック・シラクよりレジオンドヌール勲章を授与されている。